# علقة مرقطة
علقة مرقطة (الاسم العلمي: Hirudo troctina) هي نوع من الحيوانات يتبع جنس العلقة من الفصيلة العلقية.